# Nancy Brunning
Nancy Brunning (Taupo, 1971 – Wellington, 2019. november 16.) új-zélandi maori színésznő.

## Filmjei
Mozifilmek
- Chicken (1996)
- When Love Comes (1998)
- Egykoron harcosok voltak 2. (What Becomes of the Broken Hearted?) (1999)
- Crooked Earth (2001)
- Fracture (2004)
- The Strength of Water (2009)
- White Lies (2013)
- The Pa Boys (2014)
- Mahana (2016)
- Daffodils (2019)

Rövidfilmek
- Turangawaewae (2002)
- Kerosene Creek (2004)
- Daniel (2019)

Tv-filmek
- Haruru Mai (2001)
- Der Liebe entgegen (2002)
- In Dark Places (2018)

Tv-sorozatok
- Shortland Street (1992, 13 epizódban)
- The Cult (2009, egy epizódban)
- Korero Mai (2012, két epizódban)
- Brokenwood titkai (The Brokenwood Mysteries) (2018, egy epizódban)